# Parafia Matki Bożej Częstochowskiej w Gościszowie
Parafia Matki Bożej Częstochowskiej w Gościszowie – parafia rzymskokatolicka, znajdująca się w diecezji legnickiej, w dekanacie Nowogrodziec.

## Kościoły i kaplice
W parafii znajdują się:
- Kościół Matki Bożej Częstochowskiej w Gościszowie
- Kościół pw. Zesłania Ducha Świętego w Mściszowie
- Kościół św. Jerzego w Mściszowie - zniszczony w 1945 roku.